# Janhukut
Der Janhukut ist ein 6805 m hoher Berg im Himalaya in Uttarakhand (Indien).
Der Berg befindet sich in der Gangotri-Gruppe im östlichen Garhwal-Himalaya. Der Gangotrigletscher strömt an seiner Südflanke in nordwestlicher Richtung. Der Gletscher Bhagirath Kharak erstreckt sich entlang der Nordostflanke des Berges. Ein etwa 6040 m hoher Sattel trennt den Janhukut vom 5,65 km südöstlich gelegenen Chaukhamba (7138 m). Ein weiterer Bergkamm führt zum knapp 8 Kilometer nördlich gelegenen Satopanth (7075 m).
Im Juni 2002 versuchten die Österreicher Josef Jöchler und Christian Zenz vergeblich, den Berg erstzubesteigen.
Am 6. Juni 2018 gelang einer Gruppe von britischen Bergsteigern: Malcolm Bass, Paul Figg und Guy Buckingham die Erstbesteigung. Ihre Route führte über den Südwestpfeiler und den Südgrat zum Gipfel.